# Años 220
Los años 220 o década del 220 empezó el 1 de enero del 220 y terminó el 31 de diciembre del 229.

## Acontecimientos
- 224 Ardacher I funda la Dinastía Sasánida
- San Urbano I sucede a San Calixto I como papa en el año 222.
- Casa de Kayus

### Filosofía
- Amonio Saccas revoluciona la filosofía al crear el Neoplatonismo.

## Personas destacadas
- Ardacher I